# Finska mästerskapet i bandy 1938
Finska mästerskapet i bandy 1938 spelades i två enkelserier. Gruppvinnarna möttes i final, medan grupptvåorna gjorde upp om bronsmedaljerna. IFK Helsingfors vann mästerskapet.

## Mästerskapsserien

### Öst
| Lag                          | Spelade | Vinster | Oavgjorda | Förluster | Målskillnad | Poäng | WP | VS  | VPS | VI  | SPK | LUM |
| ---------------------------- | ------- | ------- | --------- | --------- | ----------- | ----- | -- | --- | --- | --- | --- | --- |
| Warkauden Pallo -35          | 5       | 3       | 2         | 0         | 14-6        | 8     |    | 5-0 | 3-3 | 2-2 | 2-1 | 2-0 |
| Viipurin Sudet               | 5       | 2       | 2         | 1         | 12-10       | 6     |    |     | 1-1 | 2-2 | 6-0 | 3-2 |
| Viipurin Palloseura          | 5       | 2       | 2         | 1         | 7-6         | 6     |    |     |     | 1-0 | 2-1 | 0-1 |
| Viipurin Ilves               | 5       | 1       | 3         | 1         | 6-6         | 5     |    |     |     |     | 0-0 | 2-1 |
| Savonlinnan Pallokerho       | 5       | 1       | 1         | 3         | 4-11        | 3     |    |     |     |     |     | 2-1 |
| Lappeenrannan Urheilu-Miehet | 5       | 1       | 0         | 4         | 5-9         | 2     |    |     |     |     |     |     |

### Väst
| Lag             | Spelade | Vinster | Oavgjorda | Förluster | Målskillnad | Poäng | HIFK BandyHIFK | HJK | VI  | VPS | PA  | KIF |
| --------------- | ------- | ------- | --------- | --------- | ----------- | ----- | -------------- | --- | --- | --- | --- | --- |
| IFK Helsingfors | 5       | 4       | 1         | 0         | 17-8        | 9     |                | 3-2 | 6-2 | 0-0 | 3-2 | 5-2 |
| HJK             | 5       | 3       | 1         | 1         | 19-9        | 7     |                |     | 3-3 | 7-3 | 3-0 | 4-0 |
| IFK Vasa        | 5       | 1       | 3         | 1         | 14-17       | 5     |                |     |     | 3-3 | 3-2 | 3-3 |
| VPS             | 5       | 1       | 3         | 1         | 11-14       | 5     |                |     |     |     | 4-3 | 1-1 |
| Porvoon Akilles | 5       | 1       | 0         | 4         | 10-15       | 2     |                |     |     |     |     | 3-2 |
| Kronohagens IF  | 5       | 0       | 2         | 3         | 6-16        | 2     |                |     |     |     |     |     |

Skiljematch, nedflyttning: KIF - Akilles 0-2

## Slutspel

### Match om tredje pris
| Lag 1          | Resultat | Lag 2 |
| -------------- | -------- | ----- |
| Viipurin Sudet | 1–2      | HJK   |

### Final
| Lag 1           | Resultat | Lag 2               |
| --------------- | -------- | ------------------- |
| IFK Helsingfors | 2–1      | Warkauden Pallo -35 |

## Slutställning
| Placering | Lag                 |
| --------- | ------------------- |
| 1.        | IFK Helsingfors     |
| 2.        | Warkauden Pallo -35 |
| 3.        | HJK                 |
| 4.        | Viipurin Sudet      |

### Finländska mästarna
- A. Michalewicz, P. Vasiljeff, Frans Karjagin, V. Svanström, Torsten Svanström, Leo Karjagin, Erik Åberg, Ernst Grönlund, O. Strömsten, H. Sundqvist, H. Byman.

## Kval till Mästerskapsserien

### Östra serien
| Lag                    | Spelade | Vinster | Oavgjorda | Förluster | Målskillnad | Poäng | YVP | JPS | KäP  | MP  |
| ---------------------- | ------- | ------- | --------- | --------- | ----------- | ----- | --- | --- | ---- | --- |
| Ylä-Vuoksen Palloseura | 3       | 3       | 0         | 0         | 21-8        | 6     |     | 4-2 | 11-3 | 6-3 |
| Joensuun Palloseura    | 3       | 2       | 0         | 1         | 12-9        | 4     |     |     | 5-4  | 5-1 |
| Käkisalmen Palloilijat | 3       | 1       | 0         | 2         | 12-19       | 2     |     |     |      | 5-3 |
| Mikkelin Palloilijat   | 3       | 0       | 0         | 3         | 7-16        | 0     |     |     |      |     |

### Västra serien
| Lag                     | Spelade | Vinster | Oavgjorda | Förluster | Målskillnad | Poäng | HPS | OPS | RaP | HPK |
| ----------------------- | ------- | ------- | --------- | --------- | ----------- | ----- | --- | --- | --- | --- |
| Helsingin Palloseura    | 3       | 3       | 0         | 0         | 14-7        | 6     |     | 3-1 | 3-1 | 8-5 |
| OPS                     | 3       | 1       | 1         | 1         | 11-9        | 3     |     |     | 3-3 | 7-3 |
| Rauman Pallo-Iirot      | 3       | 1       | 1         | 1         | 9-10        | 3     |     |     |     | 5-4 |
| Hämeenlinnan Pallokerho | 3       | 0       | 0         | 3         | 12-20       | 0     |     |     |     |     |

Ylä-Vuoksen Palloseura och Helsingin Palloseura kvalificerade för Mästerskapsserien.

## AIF-final
| Lag 1           | Resultat | Lag 2           |
| --------------- | -------- | --------------- |
| Maarian Pyrkivä | 3-2      | Sorvalin Veikot |